# Francis Mahon Hayes
Francis Mahon Hayes (* 2. März 1930 in Cork; † 27. Juni 2011) war ein irischer Diplomat.

## Leben
Francis Mahon Hayes wurde März 1930 als Sohn von Francis Mahon Hayes und Aileen Hayes (geborene Walsh) in Cork geboren. Er studierte an der National University of Ireland und erwarb während seines Studiums einen Bachelor of Arts (B.A.), einen Doctor of Public Administration (D.P.A.) und einen Bachelor of Laws (LL.B.).
Hayes wurde nun am King’s Inns zugelassen und war von 1957 bis 1965 als Assistant Legal Advisor im Justizministerium tätig. Ab 1965 war er Legal Advisor im Außenministerium und bekleidete daneben noch weitere Posten. Von 1977 bis 1981 war er der irische Botschafter in Dänemark, Norwegen und Island. Danach wurde er von 1981 bis 1987 Ständiger Vertreter Irlands bei den Vereinten Nationen in Genf. Den Posten als Ständiger Vertreter Irland bei den Vereinten Nationen in New York City übte er von 1989 bis 1995 aus.
Hayes war seit 1958 verheiratet. Aus der Ehe gingen vier Kinder hervor, ein Sohn und drei Töchter.